# شريط حاجزي حدي
التربيق الحافوي الحاجزي (يُعرف أيضًا باسم الشريط المعدل) هو شريط عضلي لنسيج القلب الموجود في البطين الأيمن. ويتضح جليًا في الأغنام وبعض الحيوانات الأخرى، وفي كثير من الأحيان يمتد من قاعدة العضلة الحُليمية الأمامية إلى الحاجز الوعائي.
ويُعتبر هذا التربيق الحافوي الحاجزي هامًا لأنه يحمل جزءًا من فرع الحزمة اليمنى للحزمة الأذينية البطينية لجهاز التوصيل بالقلب إلى العضلة الحليمية الأمامية. وهذا الاختصار عبر غرفة البطين يسهل على ما يبدو وقت التوصيل، الأمر الذي يتيح انقباضًا منسقًا للعضلة الحليمية الأمامية (انظر جهاز التوصيل الكهربائي للقلب).
ومن مرفقاته جرى الاعتقاد أنه يمنع فرط تمدد البطين، وتمت تسميته “الشريط المعدل”.
كثيرًا ما يُستخدم الشريط المعدل من قِبل اختصاصيي الأشعة وأطباء التوليد من أجل تحديد البطين الأيمن في الموجات فوق الصوتية لمرحلة ما قبل الولادة بسهولة أكبر.

## وصلات خارجية
- Videos and photos of moderator band
- Photo of “septomarginal trabiculation” at acc.org
- Photo with caption “moderator band” at tjc.edu نسخة محفوظة 29 يونيو 2013 على موقع واي باك مشين.
- Sonogram نسخة محفوظة 8 فبراير 2012 على موقع واي باك مشين.